# Achille Graffigna
Achille Graffigna (San Martino dall'Argine, província de Màntua, 6 de maig de 1816 - Pàdua, 19 de juliol de 1896) fou un compositor italià.
Va compondre 18 òperes, algunes sobre llibrets que ja havien servit per a altres òperes d'il·lustres compositors com Cimarosa, Rossini o Piccinni. Les partitures de Graffigna resulten molt inferiors a les homònimes d'aquells mestres: Il matrimonio segreto (1883); La buona figliuola (Milà, 1886), i Il Barbiere di Siviglia estrenada a Pàdua.